# 広渡勲
広渡 勲（ひろわたり いさお、1940年12月3日 - ）は日本の演出家、音楽プロデューサー。

## 経歴
福岡市に生まれる。福岡県立修猷館高等学校を経て、1964年、早稲田大学第一文学部文学科演劇専修卒業。早稲田大学では郡司正勝教授に師事。
卒業後、東宝演劇部に所属。東宝在籍中にハワイ大学に留学、アメリカ、カナダ、イギリス、フランス、ドイツ、イタリア、ギリシャなどの欧米の劇場を視察。帰国後、菊田一夫の助手として「ラ・マンチャの男」（日本初演）、「オリバー!」、「スカーレット」、「ファンタスティックス」（日本初演）等のミュージカル公演や、「奇跡の人」（日本初演）をはじめ商業演劇を多く手がける一方、宝塚歌劇団の東京公演に舞台監督として参加。松本白鸚（現松本幸四郎の父）率いる「東宝劇団」の狂言作者として、帝国劇場、国立劇場等の歌舞伎公演にも参加している。
1970年、アメリカン・バレエ・シアター来日公演を契機にジャパン・アート・スタッフに移籍。日本舞台芸術振興会（NBS）及び傘下の東京バレエ団のプロデュースを行うほか、バイエルン国立歌劇場、英国ロイヤル・オペラ、ウィーン国立歌劇場、ミラノ・スカラ座、ベルリン・ドイツ・オペラ、メトロポリタン歌劇場、ベルリン国立歌劇場、フィレンツェ歌劇場、パリ・オペラ座バレエ団、英国ロイヤル・バレエ団、モーリス・ベジャール/20世紀バレエ団、ボリショイ・バレエ団など、世界の主要歌劇場やバレエ団、オーケストラの招聘、制作、舞台製作を総括。長年にわたって、指揮者のレナード・バーンスタイン、カルロス・クライバー、リッカルド・ムーティ、ズービン・メータ、ダニエル・バレンボイム、オペラ歌手のエディタ・グルベローヴァ、演出家のフランコ・ゼフィレッリ、振付家のモーリス・ベジャール、ジョン・ノイマイヤー、イジー・キリアーン、パントマイムのマルセル・マルソーなどの海外の著名なアーティストやスタッフとの交流を深める。
2002年、NBSを退社。2003年、昭和音楽大学音楽芸術運営科主任教授。同年、文部科学省特別補助オープン・リサーチ・センター整備事業研究総括者。2004年、東京藝術大学応用音楽特殊研究ゼミ講師に就任。
2000年、フランス共和国政府より芸術文化勲章シュヴァリエを受章。2022年、第32回日本製鉄音楽賞特別賞を受賞。